# Герб на Велес
Гербът на Велес (на македонска литературна норма: Грб на Велес) е един от символите на града и общината в Северна Македония. Гербът е поставен и на знамето на Велес.
Гербът е с формата на модифициран испански щит, разделен на две неравни части хоризонтално. В горната част е изписано името на града. В средата на долната е Саат кулата, която разделя долната част на две. Под нея има машинно колело, символизиращо индустрията на града. Вляво и вдясно от Саат кулата амфитеатрално са разположени двете махали на Велес, а под тях има вълни, символизиращи разделящата ги река Вардар.
Гербът, тогава наречен емблема, е приет на 4 ноември 1969 година на заседание на Събранието на община Титов Велес при кмета Александър Варналиев. Дело е на Тодор Груев, директор на Велешкия музей от 1951 до 1972 година. В герба няма комунистически идеологически елементи и затова през годините не претърпява никакви изменения с изключение на 1997 година, когато е премахнато Титов от името на града и от герба.